# Le Ribéral (kanton)
Le Ribéral er en fransk kanton beliggende i departementet Pyrénées-Orientales i regionen Occitanie. Kantonen blev oprettet pr. dekret 26. februar 2014 og er dannet af kommuner fra de nedlagte kantoner Saint-Estève (5 kommuner), Millas (1 kommune) og Rivesaltes (1 kommune). Kantonen ligger Arrondissement Perpignan. Hovedbyen er Saint-Estève. 
Kanton Le Ribéral består af 7 kommuner :
- Baho
- Baixas
- Calce
- Peyrestortes
- Pézilla-la-Rivière
- Saint-Estève
- Villeneuve-la-Rivière